# Cyclosa berlandi
Cyclosa berlandi là một loài nhện trong họ Araneidae.
Loài này thuộc chi Cyclosa. Cyclosa berlandi được Herbert Walter Levi miêu tả năm 1999.